# George Smith Patton IV
George Smith Patton IV (ur. 24 grudnia 1923 w Bostonie, zm. 27 lipca 2004 w South Hamilton w stanie Massachusetts) – generał United States Army, syn generała George’a Pattona.

## Życiorys
Absolwent West Point, Patton służył w czasie konfliktów w Korei i Wietnamie jako dowódca 11 Regimentu Kawalerii Pancernej. Opuścił armię w 1980, w czasie służby otrzymał między innymi następujące odznaczenia: Distinguished Service Cross, Silver Star, Legion of Merit, Distinguished Flying Cross, Meritorious Service Medal i Purple Heart. Zmarł na chorobę Parkinsona.
Był żonaty z Joanne Holbrook. Miał pięcioro dzieci, sześcioro wnuków i jednego prawnuka.